# Bristol (Texas)
Bristol es un lugar designado por el censo ubicado en el condado de Ellis en el estado estadounidense de Texas. En el Censo de 2010 tenía una población de 668 habitantes y una densidad poblacional de 43,85 personas por km².

## Geografía
Bristol se encuentra ubicado en las coordenadas 32°26′41″N 96°34′4″O / 32.44472, -96.56778. Según la Oficina del Censo de los Estados Unidos, Bristol tiene una superficie total de 15.23 km², de la cual 14.98 km² corresponden a tierra firme y (1.67%) 0.25 km² es agua.

## Demografía
Según el censo de 2010, había 668 personas residiendo en Bristol. La densidad de población era de 43,85 hab./km². De los 668 habitantes, Bristol estaba compuesto por el 91.17% blancos, el 2.84% eran afroamericanos, el 0.45% eran amerindios, el 0.15% eran asiáticos, el 0% eran isleños del Pacífico, el 4.79% eran de otras razas y el 0.6% pertenecían a dos o más razas. Del total de la población el 14.82% eran hispanos o latinos de cualquier raza.